# Nebel (gmina)
Nebel (fryz. Neebel) – gmina w Niemczech na wyspie Amrum, w kraju związkowym Szlezwik-Holsztyn, w powiecie Nordfriesland, wchodzi w skład urzędu Föhr-Amrum.